# News of the World (album)
News of the World je šesti studijski album britanske rock skupine Queen, ki je izšel 28. oktobra 1977 pri založbah EMI Records (Združeno kraljestvo) in Elektra Records (Združene države Amerike). Vseboval je hite »We Will Rock You«, »We Are the Champions« in »Spread Your Wings« ter postal najbolje prodajan studijski album skupine z več kot štirimi milijoni prodanih izvodov samo v ZDA.
Album predstavlja precejšen odmik od bujnega arenskega sloga njihove prejšnje izdaje, A Day at the Races (1976), ki je v času vzpona punka in novega vala izpadel že nekoliko arhaično in posledično tisti album ni doživel tolikšnega uspeha kot A Night at the Opera (1975). Zvok News of the World je zato bistveno bolj neposreden, skladbe pa predstavljajo raznoliko mešanico slogov.

## Produkcija
News of the World je skupina, tako kot že A Day at the Races, producirala sama. Večino dela so opravili v londonskih Wessex Studios, zaradi česar je prišlo do nekaj manjših incidentov med njimi in člani punk skupine Sex Pistols, ki so ravno takrat v istem studiu zaključevali svoj debitantski album.
Naslovnico je oblikoval umetnik Frank Kelly Freas, znan po svojih znanstvenofantastičnih motivih. Gre za predelavo Freasove naslovnice revije Astounding Science Fiction (oktobrska številka 1953), na kateri je velikanski robot, ki v roki drži negibnega, okrvavljenega človeka. Slika je ilustrirala kratko zgodbo »The Gulf Between« Toma Goodwina, spremljal pa jo je napis »Please... fix it, Daddy?« (Prosim, ga lahko popraviš, očka?). Na prošnjo Rogerja Taylorja je Freas anonimnega človeka iz izvirnika zamenjal s člani skupine.

## Seznam skladb
| Prva stran | Prva stran              | Prva stran      | Prva stran        | Prva stran |
| Št.        | Naslov                  | Pisec           | Glavni vokal      | Dolžina    |
| ---------- | ----------------------- | --------------- | ----------------- | ---------- |
| 1.         | „We Will Rock You‟      | Brian May       | Mercury           | 2:01       |
| 2.         | „We Are the Champions‟  | Freddie Mercury | Mercury           | 2:59       |
| 3.         | „Sheer Heart Attack‟    | Roger Taylor    | Mercury in Taylor | 3:26       |
| 4.         | „All Dead, All Dead‟    | May             | Brian May         | 3:10       |
| 5.         | „Spread Your Wings‟     | John Deacon     | Mercury           | 4:34       |
| 6.         | „Fight from the Inside‟ | Taylor          | Taylor            | 3:03       |

| Druga stran | Druga stran                | Druga stran | Druga stran  | Druga stran |
| Št.         | Naslov                     | Pisec       | Glavni vokal | Dolžina     |
| ----------- | -------------------------- | ----------- | ------------ | ----------- |
| 7.          | „Get Down, Make Love‟      | Mercury     | Mercury      | 3:51        |
| 8.          | „Sleeping on the Sidewalk‟ | May         | May          | 3:06        |
| 9.          | „Who Needs You‟            | Deacon      | Mercury      | 3:05        |
| 10.         | „It's Late‟                | May         | Mercury      | 6:26        |
| 11.         | „My Melancholy Blues‟      | Mercury     | Mercury      | 3:29        |

| bonus pesmi na ponovni CD izdaji Hollywood Records (1991) | bonus pesmi na ponovni CD izdaji Hollywood Records (1991) | bonus pesmi na ponovni CD izdaji Hollywood Records (1991) |
| Št.                                                       | Naslov                                                    | Dolžina                                                   |
| --------------------------------------------------------- | --------------------------------------------------------- | --------------------------------------------------------- |
| 12.                                                       | „We Will Rock You‟ (1991 bonus remix, Rick Rubin)         | 5:00                                                      |

| bonus EP (2011) | bonus EP (2011)                                                     | bonus EP (2011) | bonus EP (2011) |
| Št.             | Naslov                                                              | Pisec           | Dolžina         |
| --------------- | ------------------------------------------------------------------- | --------------- | --------------- |
| 1.              | „Feelings Feelings‟ (posnetek 10, julij 1977)                       | May             | 1:54            |
| 2.              | „Spread Your Wings‟ (BBC session, oktober 1977)                     | Deacon          | 5:25            |
| 3.              | „My Melancholy Blues‟ (BBC session, oktober 1977)                   | Mercury         | 3:12            |
| 4.              | „Sheer Heart Attack‟ (V živo v Parizu, 28. februar 1979)            | Taylor          | 3:34            |
| 5.              | „We Will Rock You‟ (hitra različica; v živo v Tokiu, november 1982) | May             | 2:54            |

| bonus videi v izdaji iTunes (2011) | bonus videi v izdaji iTunes (2011)                 | bonus videi v izdaji iTunes (2011) |
| Št.                                | Naslov                                             | Dolžina                            |
| ---------------------------------- | -------------------------------------------------- | ---------------------------------- |
| 1.                                 | „My Melancholy Blues‟ (v živo v Summitu, 1977)     | 3:54                               |
| 2.                                 | „Sheer Heart Attack‟ (v živo v Hammersmithu, 1979) | 3:13                               |
| 3.                                 | „We Will Rock You‟ (Queen Rocks version, 1998)     | 2:04                               |